# Dagar i december
Dagar i december (isländska: Randalín og Mundi: Dagar í desember) är en isländsk julkalender i RÚV från 2022 som bygger på barnböckerna om Randalín och Mundi av Þórdís Gísladóttir. Serien visades 15 år efter att RÚV bara hade visat dubbade julkalendrar från övriga Norden.
Serien publicerades 16 november 2024 på Yle dubbad till svenska omklippt till 6 halvtimmeslånga avsnitt.

## Handling
Randalín börjar på en ny skola och gör ett djärvt och desperat försök att få Mundis uppmärksamhet och bli hennes vän.

## Rollista
- Kría Burgess – Randalín
- Gunnar Erik Snorrason – Mundi
- Birta Hall – Aníta
- Ægir Chang – Stefán
- Hilmir Snær Guðnason – Ketill
- Kristín Þóra Haraldsdóttir – Rósa
- Saga Garðarsdóttir – Sigríður
- Hannes Óli Ágústsson – Konrad Ludvig
- Davíð Þór Katrínarson – Jacob
- Hilmar Guðjónsson – Ófeigur
- Safa Jemai – Fatima

## Avsnitt
1. Velkomin í bekkinn
2. Stórreykingakonan
3. Gréta Hansen
4. Snákurinn
5. Hættulegi maðurinn
6. Jóhólalegur kúreki
7. Húsfundurinn
8. Karlaskvísuboð
9. Ein heima
10. Piparkökuhúsakeppni
11. Bakaraprinsessan
12. Bókasafnskortið
13. Spennuþrungin nótt
14. Kjallarinn
15. Ástin bankar upp á
16. Hver á snuðið?
17. Klísturkökur
18. Árbæjarsafn
19. Rauð viðvörun
20. Útgáfuboð
21. Uppljóstrarar
22. Mótmæli
23. Vond lykt
24. Jólin

### Omklippt version
1. Nystart och vänner
2. Misstankar och ledtrådar
3. Tävlingar och utredningar
4. Nattlig upptäcktsfärd och avslöjade
5. Tips och faror
6. Gemensamma krafter och fest[4]

## Mottagande
I serien behandlades frågor om flyktingsituationen i världen. Bland annat så hade Randalín och Mundi flera flyktingbarn som klasskamrater. Detta fick det isländska immigrationsverket att skicka ut ett förtydligande om några aspekter av serien.
Serien mottog Eddapriset för bästa barnprogram 2022 och nominerades även i kategorierna bästa TV-serie och bästa kvinnliga huvudroll utan att vinna.